# Вулиця Василя Стуса (Тернопіль)
Вулиця Василя Стуса — вулиця в мікрорайоні «Тинда» житлового масиву «Сонячний» міста Тернополя. Названа на честь українського письменника та дисидента Василя Стуса.

## Відомості
Розпочинається від вулиці 15 квітня, пролягає на схід до вулиці Академіка Корольова, де і закінчується. На вулиці розташовані переважно багатоповерхівки. З півдня примикає бульвар Симона Петлюри. На початку вулиці поблизу радіозаводу «Оріон» знаходиться пам'ятник Василеві Стусу.

## Установи, освіта
- Бібліотека №5 для дітей (Василя Стуса, 4)
- Дитячий садок №7 (Василя Стуса, 6)
- Дитячо-юнацька спортивна школа №3 (Василя Стуса, 8)

## Комерція
- Продуктовий магазин «Torba» (Василя Стуса, 1)
- «Елдом» (Василя Стуса, 9)

## Транспорт
На вулиці розташовані 2 зупинки громадського транспорту: 
- Вулиця Василя Стуса (від центру) — автобусні маршрути №21, 36, тролейбус №9.
- Вулиця Василя Стуса (до центру) — автобусний маршрут №35.